# Microprius rufulus
Microprius rufulus är en skalbaggsart som först beskrevs av Victor Ivanovitsch Motschulsky 1863.  Microprius rufulus ingår i släktet Microprius och familjen barkbaggar. Inga underarter finns listade i Catalogue of Life.